# Хем боли, хем сърби
„Хем боли, хем сърби“ (на английски: The Heartbreak Kid) е щатска романтична комедия от 2007 г., режисиран от братята Фарели. С участието на Бен Стилър, филмът е римейк на едноименния филм от 1972 г. Във филма още участват Мишел Монахан, Малин Акерман, Джери Стилър, Роб Кордри, Карлос Менсия, Скот Уилсън и Дани Макбрайд. Сценарият за филма от 2007 г. е написан от Скот Армстронг, Лесли Диксън, братята Фарели и Кевин Барнет.